# 小眼裸吻魚
小眼裸吻魚（学名：Psilorhynchus microphthalmus）為輻鰭魚綱鯉形目裸吻魚科裸吻魚屬的一個種，該物種被IUCN列為瀕危保育類動物，分布於亞洲印度曼尼普爾邦欽敦江的查普基溪流域，體長可達6公分，屬底棲性，該物種受到使用毒藥和爆炸物捕魚的影響以及森林砍伐和刀耕火種農業造成的棲息地沉積的威脅。